# 1783 у літературі

## Книги

### П'єси
- «Агамемнон» — трагедія італійського драматурга Вітторіо Альф'єрі.

### Нехудожні
- «Пролегомени до кожної майбутньої метафізили, яка може постати як наука» — праця Іммануїла Канта.

## Народились
- 23 січня — Стендаль (Анрі-Марі Бейль), французький письменник.
- 3 квітня — Вашингтон Ірвінг, американський письменник, есеїст.

## Померли
- 2 січня — Йоганн Якоб Бодмер, швейцарський письменник, філолог, літературний критик.
- 29 жовтня — Жан Лерон д'Аламбер, французький філософ-енциклопедист, фізик, математик.